# Bellevue Investments
Bellevue Investments — немецкая холдинговая инвестиционная компания. Имеет в своем составе дочерние компании, имеющие разные бизнес-модели и активны в области программного обеспечения, онлайн-сервисов, развлечений и цифрового контента, а также недвижимости.

## История
Компания была основана в 1993 году в Мюнхене Юргеном и Эрхардом Рейном.
В 1998 году к числу владельцев присоединились разработчики программного обеспечения из Дрездена Тильман Гербер и Титус Тост.
В 1998 году штаб-квартира компании была переведена из Мюнхена в Берлин.
В 2001 году была изменена организационная форма компании. Вместо GmbH (компания с ограниченной ответственностью) преобразована в Magix AG (стоковая корпорация).
6 апреля 2006 года Magix AG стала публичной компанией. Акции были размещены на Франкфуртской фондовой бирже.
В мае 2014 года Magix AG подала заявку на получение лицензии на торговлю своими акциями на неофициальном рынке.
В 2015 году компания в очередной раз изменила организационную форму и стала именоваться как MAGIX GmbH & Co. KGaA.
В 2016 году название компании было изменено на Bellevue Investments.

## Структура

### Дочерние компании
- Magix Software GmbH — международный издатель программного обеспечения. Акцент на мультимедийное программное обеспечение и услуги. Крупнейшее дочернее предприятие Magix GmbH & Co. KGaA. Компания со штаб-квартирой в Берлине и дополнительными офисами в Дрездене и Любеке (Германия), Болонье (Италия), Булонью (Франция), Хуизен (Нидерланды), Хемел Хемпстед (Великобритания), Маркам (Канада), Рино (США).
- Xara Group Ltd. — производитель графических программ и программ веб-дизайна. Компания известна благодаря векторному графическому редактору Xara Designer Pro.
- Magix Online Services GmbH — производитель программ для создания сайтов. Продукты: Magix Online Album, Magix Website Maker, Magix Web Designer.
- mufin GmbH. Bellevue Investments купила 66% акций m2any GmbH. Компания изменила свое название на mufin GmbH и перебазировалась в Берлин после того, как Bellevue Investments купила 100% акций компании.
- Bellevue Property GmbH — компания управления недвижимостью с офисами в Дрездене и Берлине.

#### Полный список
Следующие организации являются дочерними компаниями Bellevue Investments:
- Appic Labs Corp., Лас-Вегас, Невада, США.
- Appic Labs GmbH, Берлин, Германия.
- Bellevue Property GmbH, Зоссен, Германия.
- MAGIX AUDIO GmbH, Берлин, Германия.
- MAGIX Computer Products International Corp., Рино, Невада, США.
- MAGIX Entertainment S.A.R.R.L., Париж, Франция.
- MAGIX AG CANADA.
- MAGIX Entertainment S.r.l. Больцано, Италия.
- MAGIX Entertainment B.V. Хайзен, Нидерланды.
- MAGIX Limited, Великобритания.
- Magix Limited Тайпей, Тайвань.
- MAGIX Online Services GmbH Берлин, Германия.
- MAGIX Software GmbH Berlin, Германия.
- Mygoya GmbH, Зоссен, Германия.
- mufin GmbH Берлин, Германия.
- Expert Systems AG, Берлин, Германия.
- Simplitec GmbH, Берлин, Германия.
- XARA GROUP LTD. Великобритания